# 札幌コンベンションセンター
札幌コンベンションセンター（英: SAPPORO CONVENTION CENTER）は、札幌市白石区にあるコンベンション・センター。

## 概要
「札幌コミュニケーションパークSORA」内にあり、「公共ゾーン」を構成する施設になっている。当初は宿泊施設を付随する計画であったが、当時のホテル業界が大反対したため最終的にコンベンション施設のみを建設することになった。最大2,500名収容の大ホールはじめ、特別会議場、中ホール、小ホールや15の会議室などを有する施設であり、日本国内外の会議や学会、各種イベントなどを開催している。北海道道1148号札幌恵庭自転車道線（白石こころーど）の起点になっている。

## 施設
- ホール・会議場
  - 大ホール（約2,600 m²、可動席1,008席）
  - 特別会議場（約692 m²）
  - 中ホール（約533 m²）
  - 小ホール（約240 m²、固定席193席）
- 中小会議室
  - 107+108会議室連結（約328 m²）
  - 204会議室（約280 m²）
  - 107、108、206、207、104+105会議室連結、201+202会議室連結（約164 m²〜175 m²）
  - 101、102、104、105、201、202会議室（約83 m²〜86 m²）
- 控室タイプ
  - 103、106会議室（約49〜50 m²）
  - 205会議室（約40 m²）
  - 203会議室（約21 m²）
  - 応接室2（約32 m²）
  - 応接室1（約28 m²）
- テラスレストランSORA（そら）
- 屋外展示場（約2,000 m²）

## 国際会議・イベント等実績
- 『国際測地学・地球物理学連合（IUGG）2003年総会』歓迎式典（2003年）[4]
- 『北海道大学入学式』（2004年 - ）
- 『第65回国民体育大会冬季大会』（くしろサッポロ氷雪国体）スキー競技会開始式・表彰式（2010年）[5]
- 2010年日本APEC『第2回高級実務者会合（SOM2）及び関連会合、貿易担当大臣会合（MRT）』（2010年）[6]
- 『国際微生物学連合（IUMS）2011会議』（2011年）[7]
- プロレスリング・ノア『グローバル・リーグ戦』最終戦（2011年）[8]
- タカラトミー『プラレール博 in SAPPORO』（2014年 - ）[9]
- 『コナン展札幌』（2015年）[10]
- 『db tech showcase Worldwide 2016』（2016年）[11]
- 『2017年アジア冬季競技大会』メインメディアセンター（2017年）[12]

## 駐車場
- 第1平面駐車場
  - 夏季：63台（身障者用3台含む）
  - 冬季：50台（身障者用3台含む）
- 第2平面駐車場
  - 夏季：130台（大型車用3台含む）
  - 冬季：90台（大型車用3台含む）
- 第3立体駐車場
  - 夏季：283台（身障者用3台含む）
  - 冬季：182台（身障者用3台含む）

## 参考資料
- “札幌コンベンションセンター” (PDF).   日本コングレス・コンベンション・ビューロー（JCCB）. 2018年4月24日閲覧。